# アリー・ハーディー
アリー・ハーディー（アラビア語: الإمام علي الهادي; 828年9月8日 – 868年7月21日）は、シーア派・十二イマーム派の第10代イマーム。名はアリー・イブン・ムハンマド・イブン・アリー。

## 生誕と成長
アリー・ハーディーはマディーナで、9代イマーム・ムハンマド・タキーとモロッコ出身の奴隷サマーナとの間に生まれた。父が没し、わずか6歳でイマームを継いだ。その後のアッバース朝カリフ・ムウタスィムの治世、これを継いだワースィクの5年間の治世では、アリー・ハーディーとマディーナのシーア派コミュニティは比較的平穏のうちに時を過ごすことが出来た。アリー・ハーディーはこのころはもっぱら教育を受けた時期でもある。

## 自宅軟禁
新カリフ・ムタワッキルの治世となると848年、アリー・ハーディーはバグダードへと召還され、息子ハサン・アスカリーとともにサーマッラーに家を与えられ、そこで軟禁された。鄭重な扱いを受けたものの、支持者との連絡を事実上絶たれる状況に置かれたのである。アリー・ハーディーが軟禁されたこの時期、シーア派への大規模な迫害がおこなわれた。サーマッラーでアリー・ハーディーが住んだ街区は「アル＝アスカル」と呼ばれる。これはこの地区に軍部隊（＝アスカル）が駐留していたことによるもので、またこのことから、アリーおよび息子ハサンも、それぞれ「アスカリー」と呼ばれ、また両者をあわせて「アスカリヤイン」（両アスカリー）と呼ばれる。こうした状況で、カリフ・ムタワッキルはアリー・ハーディーの殺害を少なくともひとたびは目論見たが、これは奇蹟によって失敗したという。

## 逸話と伝承
アリー・ハーディーはペルシア語、スラブ語やインドの言葉、ナバタイ語に通じ、さらに不図の嵐、さらには人の死などさまざまなことを正確に予言した人物として記述される。これに関してカリフ・ムタワッキルがアリー・ハーディーを辱め獄に落としたとき、アリーはカリフを呪詛して3日以内にカリフが亡くなるとし、この予言は正確に現実のものとなったということが伝えられている。また、ムタワッキルの面前にイマーム・フサインの娘ザイナブを詐称する女性がいたが、アリー・ハーディーは、ライオンはアリーの子孫を襲わないということを証明するためにライオンの巣に降りてゆき、これをみて恐れた女性の覆いものをはぎ取って、その偽りを暴いたという伝承もある。
アリー・ハーディーの著述としては、人間の自由意志についての宗教的論文その他の短いテキストが、ハッラーニーの著述に引用されているものがある。
十代目イマーム・ハーディー曰く、
「現世では財産を持つことで、来世では善行を保持することで人々は尊敬される」 

## 死没
アリー・ハーディーは868年7月1日、軟禁のうちに39年の生涯を終えた。父祖のイマームらと同様、毒殺と伝えられる。遺骸は息子ハサン・アスカリーによってサーマッラーに葬られた。葬儀でアリーを見送るのはハーディーただ一人であったという。葬地は現在のアスカリー・モスクでシーア派聖地の一つであり、サーマッラーはアタバート（聖廟都市）の一つに数えられる。アスカリー・モスクは2006年2月22日の爆破事件により多大な損害を受けた。

## 註
1. ↑  Moojan Momen, An Introduction to Shi'i Islam, Yale University Press 1985
2. ↑  Ibn Su'ba Harrani, Tuhaf al-'uqul, Beirut 1969
3. ↑   『ビハール・アル＝アンワール』78巻、368頁。
4. ↑  “Iraqi blast damages Shia shrine”. BBC NEWS. (2006年2月22日) 2009年10月8日閲覧。